# Warlander
Le Warlander, ou Ispazon, est un cheval baroque issu du croisement entre le Frison et des chevaux d'une race ibérique enregistrée de race pure, telle que le Pure race espagnole, le Lusitanien ou le Minorquin. Le Warlander idéal combine l'intelligence du cheval ibérique, sa facilité de rassembler, sa flexibilité et son arrière-train puissant, avec la capacité de traction du Frison, l'action des jambes, « l'os » et la force des membres antérieurs. 
La race est créée en Australie durant les années 1990.

## Histoire
Le croisement de chevaux de type ibérique et Frison pour produire des chevaux de cavalerie améliorés remonte au moins au XVIe siècle bien que le terme « Warlander » n'ait été inventé qu'à la fin du XXe siècle par le Classical Sporthorse Stud en Australie-Occidentale, qui a nommé la race après son association avec le vétérinaire Dr Warwick Vale,.

## Description
Il présente nettement le modèle du cheval baroque.
Les éleveurs de Warlander cherchent à augmenter les qualités les plus fortes et les plus souhaitables des races ibériques et frisonnes grâce à l' hétérosis génétique, créé en combinant deux lignées de race pure. Un autre objectif est de répondre aux préoccupations liées à la dépression de consanguinité qui peuvent exister dans les lignées progénitrices en raison de la fermeture du stock génétique,. Pour cette raison, un débat important existe pour savoir si un Warlander n'obtiendra un avantage génétique que s'il s'agit d'un hybride F1. Un animal croisé jouira probablement d'une vigueur hybride et aura donc des gains génétiques sur ses deux parents. Cependant, il y a une incertitude quant à savoir si un cheval F2 - produit par un couple Warlander-Warlander, Warlander-Andalou ou Warlander-Frison - serait susceptible de souffrir d'atavisme génétique. Le nombre statistiquement minime de chevaux Warlander F2 et de la génération suivante élevés à l'échelle internationale signifie que la résolution empirique de cette question n'a pas encore été possible. La Warlander Studbook Society reconnaît que les défauts génétiques suivants sont connus pour provenir des races de base des Warlander, et les éleveurs affiliés à la WSS doivent informer la société si des chevaux présentent ce qui suit : cryptorchidisme, monorchidisme, nanisme, crête déchue, hydrocéphalie et rente mésocolique.
Un Warlander ne doit pas avoir plus de 75 % ni moins de 25 % d'ancêtres frisons.

## Reconnaissance

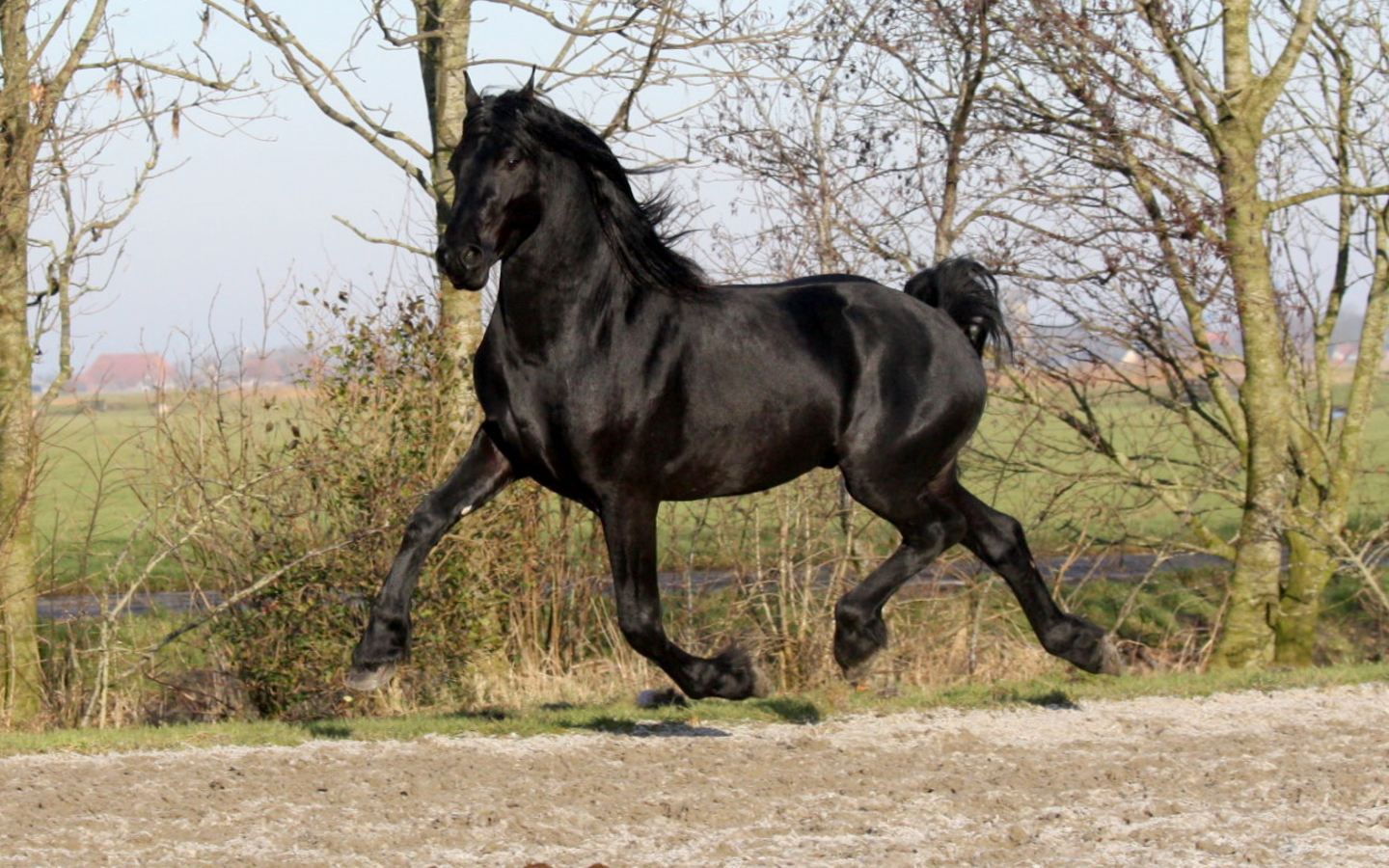
Warlander, croisement entre Frison et ibérique

Bien que la preuve que les éleveurs utilisent un croisement ibérique-Frison remonte à 400 ans, le Warlander n'est une race de chevaux distinctement organisée que depuis les années 1990. Aucune organisation Warlander spécifique à une race n'est affiliée à la fondation mondiale Universal Equine Life Number (UELN), bien que le Bavarian Specialist Breed Registry ( Bayerischer Zuchtverband für Kleinpferde und Spezialpferderassen, ou BZKS), qui détient une désignation UELN pour ses studbooks, publie un standard de race Warlander. Les partisans du Warlander sont optimistes que cette reconnaissance ouvre la porte à la formalisation de la race au sein de l'Union européenne.